# Acontista brevipennis
Acontista brevipennis är en bönsyrseart som beskrevs av Henri Saussure 1872. Acontista brevipennis ingår i släktet Acontista och familjen Acanthopidae. Inga underarter finns listade i Catalogue of Life.